# 동부CNI (1994~2010년 기업)
동부 CNI는 1994년부터 2010년까지 존재했던 컨설팅, 시스템통합 등 IT 서비스를 공급하는 동부그룹 계열의 정보기술 솔루션 및 아웃소싱 전문기업이다. CNI는 Create and Innovate를 뜻한다.

## 사업 영역
- 컨설팅(Consulting),
- 시스템 통합(System Integration)
- IT 아웃소싱(IT Outsourcing)
- ITSM 서비스
- 솔루션 사업
- 데이터센터 서비스
- U-Biz

## 회사 소개
고객의 업무를 누구보다 잘 아는 IT Service Partner
- CEO: 이봉
- 본사: 서울시 강남구 삼성동 154-17 동부삼성동빌딩
- 데이터센터: 경기도 용인시 수지구 죽전동 산25-13 동부데이터센터
- 종업원수: 706명 (2009. 12 현재)
- 매출: 2,087억원 (2009년)

## 연혁
- 1994년 7월 (주)한농그린피아설립(자본금 0.5억)
- 1995년 2월 (주)한농그린피아가 동부그룹 계열사로 편입
- 1997년 1월 동부산업(주)가 동부건설(주)에 합병
- 1997년 1월 한농그린피아(주)가 동부건설 정보통신본부의 영업을 양수하여 동부정보기술 설립
- 1997년 1월 유상증자 11.5억 실시(자본금 12억)
- 1998년 10월 정보통신공사업 2등급 면허 획득
- 2000년 4월 유상증자 3억 실시(자본금 15억)
- 2000년 6월 무상증자 6억 실시(자본금 21억)
- 2000년 6월 액면분할(5,000원 → 500원)
- 2000년 12월 협회등록공모 9억 실시(자본금 30억)
- 2001년 1월 한국증권업협회 신규등록 및 코스닥시장 주식매매 개시
- 2003년 3월 대표이사 변경(김준기, 한신혁, 윤석중 → 김준기, 이봉)
- 2003년 6월 흡수합병(동부디아이에스(주),동부에프아이에스(주))
- 2003년 8월 상호변경(동부정보기술(주) → 동부정보(주))
- 2003년 10월 동부디아이에스(주) 및 동부에프아이에스(주)를 흡수합병
- 2004년 3월 대표이사 변경(김준기, 이봉 → 김준기, 서상수)
- 2004년 9월 대표이사 변경(김준기, 서상수 → 김준기, 이명환)
- 2004년 10월 상호변경(동부정보(주) → 동부정보기술(주))
- 2004년 11월 ISO 9001 "2000" 재인증 획득
- 2005년 3월 대표이사 변경(김준기, 이명환 → 이명환, 김홍기)
- 2005년 5월 유상증자 59억 실시(자본금 118억)
- 2005년 6월 본사 사옥 이전(삼성동 → 대치동)
- 2005년 11월 "2005 대한민국 전자상거래 대상" 응용기술부문 대상 수상
- 2005년 12월 일본 transcosmos社와 전략적제휴, 유상증자 6억 실시(자본금 124억)
- 2005년 12월 CMMI Level 3 인증 획득(SI 부문)
- 2006년 3월 대표이사 변경(이명환, 김홍기 → 조영철)
- 2007년 3월 대표이사 변경(조영철 → 김준기, 조영철)
- 2007년 3월 상호변경(동부정보기술(주) → 동부씨엔아이(주))
- 2007년 4월 (주)동부 컨설팅부문 영업양수
- 2007년 7월 대표이사 변경(김준기, 조영철 → 김준기, 조영철, 이봉)
- 2007년 9월 본사 사옥 이전(대치동 → 삼성동)
- 2009년 7월 대표이사 변경(김준기,조영철,이봉 → 김준기,이봉)
- 2010년 2월 데이터 센터 이전 (서울 을지로 초동 → 경기도 용인 죽전)
- 2010년 11월 동부정밀화학㈜가 동부씨엔아이㈜를 흡수합병, 폐업